# Cantha celeus
Cantha celeus är en fjärilsart som beskrevs av Paul Mabille 1891. Cantha celeus ingår i släktet Cantha och familjen tjockhuvuden. Inga underarter finns listade i Catalogue of Life.